# Phyllodesmium lembehense
Phyllodesmium lembehense is een slakkensoort uit de familie van de Facelinidae. De wetenschappelijke naam van de soort is voor het eerst geldig gepubliceerd in 2008 door Burghardt, Schröl & Wägele.